# シックスハートプリンセス
『シックスハートプリンセス』（SixHeartsPrincess、6♡Princess、Six♡Princess）は、現代美術家・ポップアーティスト・映画監督である村上隆が製作を進めている魔法少女アニメーション作品である。公式略称は「6HP」。

## 概要
2010年9月、「Pop Life : Art in a Material World」展で村上による魔女っ子もの作品が発表された。その後、フランス、ヴェルサイユのヴェルサイユ宮殿で開催された村上の個展「MURAKAMI VERSAILLES」でアニメのオープニング風&エンディング風PV『Six♡Princess』が展示された。『南総里見八犬伝』に登場する珠に記された「仁・義・礼・智・忠・信・孝・悌」がモチーフとして使われており、その文字を体に持つマスコットたちは村上隆テイストがよく現れたキモかわいいキャラクターとなっている。
2013年に各種商品展開と共に新PVが公開される。2010年では変身ヒロインは3人いたが、新バージョンでは新しい変身ヒロインが1人追加されている。また、コスプレCureのサイトで情報が断片的に先行公開されており、上記の4人以外にも変身ヒロインは存在する。
2016年12月30日には『6HP/シックスハートプリンセス』のタイトルでTOKYO MXにて放送された。なお、放送前に村上は「制作状況が逼迫し未完成であるが、線画・背景レイアウト状態で放映する」と述べ、本編映像に加えて「謝罪&言い訳ドキュメンタリー」という構成になることを明かしていた。。2017年6月24日にはフルCG版として19:00から1時間枠で放送される。しかし、その後ストーリーが全く異なる第1話「然れども天地の御真名」が同年9月29日にTOKYO MXで放送され、それ以降不定期に放送されている。全15話予定。

## ストーリー
羽仁はるかは元気で明るくてちょっとおバカだけど、陽ノ杜（ひのもり）学園に通う中学2年生。演劇部に所属し、学園祭で演じる予定の舞台の脚本を書いているがなかなか進まず、幼なじみの悌上たまきに急かされながらも、楽しい日々を送っていた。
はるかが住む陽ノ杜市には罪獣（ざいじゅう）というモンスターが現れては人や街を救う伝説の戦姫巫女ハートプリンセスたちが存在した。罪獣から人々を守るプリンセス。そんなプリンセスに憧れるはるか。「いつか、私もプリンセスに……！」。しかしある日、家で台本を書いていたはるかの元に不思議な猫、仁ちゃんが現れはるかに告げる。「仁の心を持つプリンセスになる素質があるとお見受けした。どうだい、プリンセスになってくれるかい？」。快く承諾するはるか、仁ちゃんが持ってる玉の煙を吸いこむと突然体が光を帯びて牡丹の花が体に浮かび――――。変身コンパクトを渡したままいなくなった仁ちゃん、ある日ミュージカルのロケハンでたまきと大きい神社に赴くと、突然悲鳴が！「たまきちゃん！」。そこに現れたのは仁ちゃん。「罪獣が現れた！ピンクプリンセスにいますぐ変身するんだ！」。こうしてはるかはピンクプリンセスに変身するが……。

## 登場人物

### 主要人物
羽仁 はるか（はに はるか） / ピンクプリンセス
声 - 種﨑敦美、新谷良子（2010年版）
本作の主人公。元気で明るいピンクツインテールの女の子。陽ノ杜学園中等部2年生。演劇部所属。空想が大好きで、自分の空想をミュージカルにしようと脚本を書いている。ハートプリンセスに憧れている。最近自分でもよく分からない鼻歌を口ずさんでおり、不思議な夢を見ることがある。仁ちゃんと出会いハートプリンセスになる契約をする。牡丹の紋章の位置は右胸。両親は仕事が忙しく、ほとんど家におらず実質一人暮らしをしている。勉強は苦手。
ピンクプリンセス
はるかが変身する仁のハートプリンセス。白をメインにピンクの花びらをあしらったへそ出しドレスにハートのピアス。背中には蝶のような羽がついている。メインモチーフは五弁花。髪型は膝まで付くツインテールに変化、頭には花をあしらったティアラを付ける。変身後の名乗りは「仁に生きなきゃ、乙女が廃る！愛の桃色牡丹、ピンクプリンセス！」。

悌上 たまき（ていじょう たまき） / ブラックプリンセス
声 - 広橋涼
はるかの幼馴染。陽ノ杜学園中等部2年生。演劇部所属。おとなしくて友達想いの優しい黒髪ボブの女の子。アンダーリムの太縁眼鏡をかけており、前髪は切り揃えている。よくはるかに振り回されている。幼少期には既に親はおらず、孤児同士で陽ノ杜市に避難する道中、ギャングの襲撃に巻き込まれた際に幼少期の房之助と出会っている。現在は孤児院を兼ねた寺院に暮らしている。実は未覚醒だがハートプリンセスの資格をもち、悌ちゃんに覚醒させられそうになったが、邪魔が入り未遂に終わった。房之助から聞かされた月猫族の目的、「忘れ名の里」の件以降、ハートプリンスとなった際には土狼族に手を貸す決意をする代わりに、これ以上罪獣をつかって街を荒せないことを房之助に約束させた。牡丹の紋章の位置は下腹部。
ブラックプリンセス（未覚醒）
露出度の低いブラックドレスを身に着ける。基本的なデザインはピンクプリンセスと同じ。髪型はシニヨンでまとめており、メガネをかけている。だが、目はうつろで時々唸り声を出す。破壊衝動を起こしていたが、ピンクプリンセスたちに成敗される。
義堂 あみ（ぎどう あみ） / ブループリンセス
声 - 原優子、加藤英美里（2010年版）
陽ノ杜学園中等部2年生。義両親は下町の中華料理店を営んでおり、看板娘として店を切り盛りしている。髪型は外はねのセミロングヘアーだが、店の宣伝時はシニヨンのお団子ヘアーを結う。さばさばした性格で「まじブルー（憂鬱という意味）なんですけど」が口癖。ブループリンセスに変身する。牡丹の紋章の位置は背中。
ブループリンセス
あみが変身する義のハートプリンセス。メインモチーフはダイヤ。基本的なデザインはピンクプリンセスと同じだが、ドレスがワンピース型で白いニーソックスをはいている。外はねのセミロングがロングヘアに変化。頭には羽の装飾がついたティアラを飾る。変身後の名乗りは「義を見てせざるは、乙女の恥よ！情熱の青牡丹、ブループリンセス！」。

牟礼 ゆかり（むれ ゆかり） / イエロープリンセス
声 - 本多真梨子、野中藍（2010年版）
陽ノ杜学園中等部2年生。茶髪のボブで眼鏡をかけている。たまきと異なり前髪はヘアピンで留めている。風紀委員でオンオフの激しい性格。イエロープリンセスに変身する。他のプリンセスのピンチに遭遇した際に礼ちゃんに懇願されつつ、半ば強引に契約させられる。牡丹の紋章の位置は右太股。
イエロープリンセス
ゆかりが変身する礼のハートプリンセス。眼鏡を外して変身するが、視力は向上する。基本的なデザインはピンクプリンセスと同じだが、メインカラーがオレンジであり、頭にはティアラではなく揺れるデザインのシンプルな髪飾りを付けている。髪型が大きく変化し、金髪のボブハーフツインテールとなる。モチーフは四弁花。変身後の名乗りは「礼を欠いては乙女も枯れます！秘密の黄牡丹、イエロープリンセス！」。

大信 めぐみ（たいしん めぐみ） / ゴールドプリンセス
声 - 早見沙織
はるかより先に活躍しているハートプリンセス。陽ノ杜学園高等部2年生で生徒会長。かなで、まことと共にチームで活動しているまとめ役。金髪の髪を赤いリボンでポニーテールにしている。ハートプリンセスに契約させた月猫族を怪しんでいる。ゴールドプリンセスに変身する。牡丹の紋章の位置は右目。
ゴールドプリンセス
めぐみが変身する信のハートプリンセス。基本的なデザインはピンクプリンセスとは大きく違っており、基本的なカラーがイエローでアシンメトリーの大人っぽいデザインになっている。髪型はウェーブのかかったうすい金髪のロングヘアー。白タイツをはいている。メインモチーフはティアドロップ。変身後の名乗りは「信への裏切り乙女が許さぬ！麗しの金色牡丹、ゴールドプリンセス！」。

智鳥 かなで（ちどり かなで） / パープルプリンセス
声 - 日高里菜
陽ノ杜学園高等部2年生。色黒の女の子。ボーイッシュで学校では男子の制服を着ている。まこと、めぐみとともにハートプリンセスとして世界を救う活動に勤しんでいる。パープルプリンセスに変身する。牡丹の紋章の位置は額。
パープルプリンセス
かなでが変身する智のハートプリンセス。基本的なデザインはピンクプリンセスと同じだが、デザインのドレスがビスチェでAラインになっており、メインカラーは濃い紫、リボンなどはパープル。ティアラにはフリルと大きな蝶のデザインがはいっている。メインモチーフは菱形。変身後の名乗りは「智を高めるは乙女の品格！気高き紫牡丹、パープルプリンセス！」。

吉忠 まこと（よしただ まこと） / グリーンプリンセス
声 - 久野美咲
陽ノ杜学園高等部2年生。腰丈の緑のツインテールにアホ毛がはえた元気な女の子。能天気で関西弁を話し、ダジャレ好きでよくかなでを笑わせようとしている。かなで、めぐみとともにハートプリンセスの活動をしている。グリーンプリンセスに変身する。牡丹の紋章の位置は両腕で合わせ絵となっている。
グリーンプリンセス
まことが変身する忠のハートプリンセス。ピンクプリンセスに似ているが、ビスチェタイプのドレスでリボンつきのチョーカーをつけている。メインモチーフは王冠。ティアラはなく大きな雪の結晶の髪飾りを付けている。変身後の名乗りは「忠につくさな乙女の名折れや！勇気の緑牡丹、グリーンプリンセス！」。

猫塚 ゆきこ (ねこづか ゆきこ) / ダークハートプリンセス

犬養 りさこ  (いぬかい りさこ) / ダークハートプリンセス

孝富きょうこ  (たかとみ きょうこ) / ホワイトプリンセス

### 月猫族
仁ちゃん（じんちゃん）
声 - 矢島晶子
はるかのパートナーであるピンクの月猫族。耳が体の半分を占めるほど長く、左目が青で、右目が黄色になっている。常識人ではるかの突っ込み役でもある。人間に変身時は、ピンクのパーカーを着たツインテールの少女に変身する。
義ちゃん（ぎちゃん）
声 - 真坂美帆
あみのパートナーであるブルーの月猫族。左目が水色で、右目は紫色でたれ目になっている。人間に変身時はキョンシーの格好をした少女になる。
礼ちゃん（れいちゃん）
声 - 榎あづさ
ゆかりのパートナーであるイエローの月猫族。
信ちゃん（しんちゃん）
声 - 小笠原早紀
めぐみのパートナーである薄いイエローの月猫族。左目が赤で、右目が黄緑色で、顔に白い仮面をつけている。いつもは智ちゃん、忠ちゃんと共に陽の杜学園の生徒会室を利用しておりのんびりしている。丁寧口調でおっとりとしている。人間に変身時は貴婦人姿の少女になる。
智ちゃん（ちちゃん）
声 - 辻あゆみ
かなでのパートナーであるパープルの月猫族。左目が赤で、右が青になっている。感情の起伏が激しく、いつも早口で喋る。声がかん高く、語尾に「～だっち」をつける。共に行動している忠ちゃんの言葉を理解できていないでいる。人間に変身時は女性ロッカーの姿になる。
忠ちゃん（ちゅうちゃん）
声 - 杜野まこ
まことのパートナーであるグリーンの長毛種の月猫族。左目が青で、右目は黄色で、顔まわりが紫色である。「モフフ」しか喋ることができず、常に智ちゃん、信ちゃんの通訳が必要だが、智ちゃんには通じていないため誤解を生みだすことが多い。人間に変身時はフード姿のガングロギャルになる。
孝ちゃん（こうちゃん）
声 - 山路和弘
はるかの夢に出てくる白い月猫族。第1話冒頭でフユセによってハートプリンセスたちが体内に取り込まれ心の石がそろってしまったことに驚愕する。フユセが自害した後、あらわれた紫の結晶を拾った。それ以降の消息は不明。
悌ちゃん（ていちゃん）
声 - 内田りりこ
たまきのパートナーである黒い月猫族。帽子をかぶっている。第6話でたまきとのハートプリンセスの契約を完全に履行しようと動いていたが、邪魔が入りまた未遂に終わる。早口で声のトーンが高く、口癖は「～なのです！」。

### 地狼族
吠上 房之助（ほえがみ ふさのすけ）
声 - 松岡禎丞
はるかにちょっかいを出す陽ノ杜学園中等部に通う黒髪の男の子。正体は人間ではなく地狼族で、ハートプリンセスと敵対している。
嗅霧湖 四条（かぎりこ しじょう）
声 - 山本和臣
茶髪ボブに中性的な容姿をした土狼族。陽ノ杜学園中等部。ハートプリンセスをやれるためなら何でもと猪突猛進に進むが、そのあとのことを考えてなかったりする。
爪陀琉 六角（つまだる ろっかく）
声 - 下野紘
陽ノ杜学園高等部に通う土狼族。水色の髪に赤い眼鏡をかけている。土狼族の「頭脳」と思われるが、かなりのオタク気質。敵であるブループリンセスに萌えを感じている。
牙更城 王（がさらぎ わん）
声 - 竹内栄治
がたいのしっかりした身体に灰色の髪をした少年。陽ノ杜学園高等部に通う。強気な性格でいつもハートプリンセスたちを上から目線の挑発をしている。
房次（ふさじ）
600年前に存在していた心優しい土狼族の青年。狼郷を守りたいために混沌と化した紛争を辞めさせるよう長老やほかの土狼族に協力を頼んでいた。しかし、土狼族たちは房次の話をまともに聞くことはおろかハートプリンセスにほだされた裏切者扱いされ孤立していた。そして土狼族が壊滅を迎えた際、房次は意を決して最後の手段、ツミトガノカケラを使いふゆせとともに罪獣となって戦争を辞めさせようとした。しかし、房次とふゆせの願いはむなしく、戦争は600年間続き、その混乱も最近まで続いていった。
狼郷の長老
600年前にいた狼郷の長。月猫族と人間との紛争を辞めさせる素振りはなく、ふゆせと協力する房次を毛嫌っている。先代のブラックプリンセスによって倒された。

### その他の人物
仮面の男
正体不明の男。赤いタキシードに白い仮面を身にまとう。カナモリと似た容姿であるが、詳細は不明。
カナモリ
声 - 井上和彦
はるかたち演劇部の顧問となった男性教師。腰までの金髪、蒼眼で白スーツを着ている。容姿端麗で初登校時は女子生徒をメロメロにした。一方で、地狼族にテレパシーで話しかけたり、謎のゲートを閉じる呪文を知っていたりするなど謎が多い。
駅員
幻影列車を運航するさいに出会う透明人間状の異形人。仮面の男とはグル。
孝愈川 ふゆせ (たかゆかわ ふゆせ) / ホワイトプリンセス (伝説)
声 - 三石琴乃
はるかの夢に出てくる金髪の少女。600年前、孝のハートプリンセスでありなががら土狼族の味方をしていた。土狼族の房次と共に狼里を守るためにハートプリンセス（月猫族）＆人間対土狼族の戦争を食い止めようと務めていた。しかし一向に戦闘は止まず、激化していた。土狼族の壊滅が明らかになったころ、房次は最後の賭けに自らの命を犠牲にツミトガノカケラを使うことを決断する。房次はふゆせに逃げることを勧めたが、彼女は逃げず2人で世界を救うことを決断した。
ツミトガノカケラによって2人の魂が融合した姿が、第1話に登場した異形の化物。ビルを超す大きさでどんな兵器でも傷つかない強靭な体を持ち、本能のままに破壊行為を行っていた。動きを止めようとしたハートプリンセスを体内に取り込んでいったが、その際に発したメッセージで正気に戻り自らナイフを取り出し自害した。実家は城のような造形をしている。
仁科路 あとみ (にしなじ あとみ) / ピンクプリンセス (伝説)
はるかの夢に出てくる少女。和風の巫女姿で武器は置き型のボウガン。フユセを止めようと戦うが歯が立たず飲み込まれていった。
悌永良 りょうこ (ともながら りょうこ) / ブラックプリンセス (伝説)
はるかの夢に出てくる少女。カンフーファッションに身を包み、武器は大砲。フユセを止めようと戦うが歯が立たず飲み込まれていった。
寺田義 やくも (てらだぎ やくも) / ブループリンセス (伝説)
第7話に登場するハートプリンセス。飛脚の姿をしている。武器はかごに入った爆弾。分厚い厚底ブーツを履いている。
江礼崎 あんな (えれざき あんな) / イエロープリンセス (伝説)
第7話に登場するハートプリンセス。花魁の姿をしている。武器は火を放つ和傘。
智乃潔 しなの (ちのぎよ しなの) / パープルプリンセス (伝説)
第7話に登場するハートプリンセス。クールなくノ一の姿をしている。先代プリンセスで唯一口を覆っている。武器は杖のついた手裏剣の形状をしている。
荒忠勝 うらら (あらただかつ うらら) / グリーンプリンセス (伝説)
第7話に登場するハートプリンセス。山伏の姿をしている。元気で明るい印象のハーフツインテールの髪型。武器は杖。
信長岡 ともえ (のぶながおか ともえ) / ゴールドプリンセス (伝説)
第7話に登場するハートプリンセス。神主の姿をしている。くせ毛。武器は扇子。
義堂あみの義理の両親
声 - 田村昇三（義父）、雨宮夕夏（義母）
あみの義理の両親。中華料理屋を営んでおり、父親は小太りで典型的な中国なまりがある。母親はスレンダーな美人で少しドジだが、軟体雑技が得意。

## 用語解説
ハートプリンセス
はるか昔から存在する心の玉の守護者である伝説の戦姫巫（いくさひめみこ）。心の石を持つ月猫族と契約した少女に変身資格がある。専用の変身アイテムハートコンパクトで「あかのかがみ請い願わくば斎（いつき）の姫巫（ひめみこ）とりなして」と唱え変身する。契約時は心の玉を宿され、体のどこかに牡丹の紋章をつけられる際には痛みが生じる。ハートプリンセスの人数は全員で8人。物語開始前は3人、第1話で4人、第3話でさらに増え現時点で5人。現在は6人。
罪獣（ざいじゅう）
土狼族が放つ敵。七つの大罪に対応している。
ハートコンパクト
ハートプリンセスの専用変身アイテム。変身者によってコンパクトの細部が異なる。変身時はステッキに変化する。
断罪　終ノ陣（だんざい　ついのじん）
ハートプリンセスの必殺技。「あめつちの つみけがれ はらいたまいて さんき おおぬさ！」と叫ぶと、ハートステッキが巨大化し罪獣を浄化させる。
滅却楼（めっきゃくろう）
ハートプリンセスが罪獣の破壊被害を防ぐために使う結界。その名の通り楼閣のつくりになっているが、中は広い。
圧縮伝来（あっしゅくでんらい）
月猫族がハートプリンセスになった少女に最初に教える知識。ハートプリンセスが初変身しても力を使えるのはそのため。
月猫族（つきねこぞく）
ハートプリンセスのパートナーとなるネコ型の生命体。八匹存在しており額に「仁・義・礼・智・忠・信・孝・悌」のいずれかが入っている。遥か昔から世界の均衡を守るために「心の玉」を所持し、肌身離さず守っている。ところが、土狼族が罪獣を使って玉を奪おうとしており心の玉の守護者として月猫族と契約した少女がハートプリンセスになる資格を得る。
地狼族（つちいぬぞく）
月猫族と心の玉をめぐって争っている狼の生命体。頭のみ着脱可能な狼の姿をしているが、人間に変身する能力（半獣態にも変身することができる）と罪獣を召還する能力を持つ。かつては人目のいない狼里で穏やかにくらしていたが、600年前の戦争で狼里は水底に消え、仲間はバラバラとなった。現在は土狼族の末裔が4人が人間の男子に扮して陽ノ杜学園中等部・高等部の学生として潜伏している。また仮面の男と結託して、罪獣をつかって心の玉を奪おうとしている。雌の個体も存在する。
狼郷（いぬざと）
土狼族がかつて住んでいた土地。長老を主とする。600年前の戦争で水没し、今は伝記上で「わすれなの郷」と伝えられている。
ツミトガノカケラ
仮面の男がもつナイフ状のもの。もともとは土狼族の房次が持っていたもの。ひとを罪獣にすることができる。
石のかけら
土狼族の4人が罪獣を召還する際に使うアイテム。かけらが大きければ大きいほど強い罪獣をつくることができるが、使った者の体力の消耗が激しくなる。
陽ノ杜市（ひのもりし）
はるかたちが住む街。のどかな街並みだが、つい最近まで600年間続いていた戦争による混乱が起こっていたこともあり、所々にバラック小屋もある。
陽ノ杜学園中等部・高等部
はるかたちが通う中高一貫校。共学。制服は中等部は女子はタイ付きのセーラーブラウスと紺のチェックスカート、男子は青ネクタイとチェックのスラックス、高等部の女子は濃いベージュのリボンと同色のスカート、男子は同色のネクタイとスラックス。食堂では、スイートポテトサンドウィッチが大人気。
この世の果ての境界線
第5話に登場する異空間。カナモリ曰く「自分の姿を見つめなおす地」。しかし、その空間は雪に覆われているが、豪華な洋館がそびえたっており、浴場装備、大きな声をだせるホール、ゲストルームも完備されており、はるかたちは修学旅行気分に浸ることになった。じつは洋館の主は600年前のハートプリンセスふゆせであり、なぜこの世の果ての境界線に洋館を隠したのか詳細は不明。
大きな鍵
はるかがトイレに行く際に、ふゆせと智ちゃんが描かれた肖像画が気になり手をかざした際に貰ったもの。何に使えるのか不明。

## スタッフ
- 企画・原案・監督 - 村上隆
- 脚本・シリーズ構成 - 中川大地
- 脚本協力 - 片山慎三
- キャラクター&コスチュームデザイン・総作画監督 - mebae
- 猫街イメージボード - TNSK
- メカデザイン・世界観設定 - JNTHED
- 色彩設計・色指定・検査 - 藤井瞳
- 美術監督 - 小倉宏昌
- 撮影監督 - 権田光一
- 編集 - 野々市谷有美
- CGアニメーション監督 - 三浦武蔵（STUDIO PONCOTAN）
- CGディレクター - 本岡宏紀
- 3Dアニメーション・VFX - STUDIO PONCOTAN
- 3DCG - Studio GOONEYS
- 音響監督 - なかのとおる
- 音楽 - 諸橋邦行
- 音響制作 - JVCケンウッド・ビデオテック
- 音響効果 - 浦畑将、清水真奈
- サウンドミキサー - 滝沢おさむ
- 音楽プロデュース・選曲 - 安藤友章（セブンゲート）
- 企画・プロデュース - 笠原ちあき
- プロデューサー - 中薗大雅
- 制作プロデューサー - 奥原伸啓（ディオメディア）
- アシスタントプロデューサー - 石田博、藤原哲郎
- 制作デスク - 稲垣壮洋
- 制作協力 - 東京メトロポリタンテレビジョン
- アニメーション制作 - STUDIO PONCOTAN、カイカイキキ
- 制作・著作 - 有限会社カイカイキキ

## 主題歌
オープニングテーマ「six Heart Princess!～トキメキ☆魔法～」
作詞・作曲 - STAR BALL CLUB / 編曲 - 籠島裕昌 / 歌唱 - 五條真由美
本編より先に完成したため、月猫族と敵のキャラクターデザイン、ハートコンパクトのデザイン、ハートプリンセスの武器が異なっている。本編未登場。
エンディングテーマ「ROCK you Princess!」
作詞・作曲 - STAR BALL CLUB / 編曲 - 川瀬智 / 歌唱 - 五條真由美
CGダンスアニメーションになっており、振り付けは前田健が担当。こちらも本編とは月猫族のキャラクターデザインが異なる。
第5話以降エンディングアニメーションが変化しており、前半には陽の杜学園の文化祭が背景に、後半では6人のハートプリンセスが登場している。

## 各話リスト
| 話数         | サブタイトル                 | 脚本                              | 絵コンテ                                | 演出                | 作画監督                                                | 初放送日        |
| ------------ | ---------------------------- | --------------------------------- | --------------------------------------- | ------------------- | ------------------------------------------------------- | --------------- |
| パイロット版 | -                            | 山下卓                            | mebae                                   | -                   | -                                                       | 2016年 12月30日 |
| 第一話       | 然れども天地の御真名         | 中川大地                          | 島津裕行                                | 上田繁              | 斎藤雅和、山崎輝彦、吉村恵 粟井重紀、阪本麻衣、新村杏子 | 2017年 9月24日  |
| 第二話       | 日の光の力等しき一日。       | 中川大地 中薗大雅 片山慎三 村上隆 | 島津裕行 mebae                          | 竹下健一            | 田中彩、井上ジェット、福地和浩                          | 12月23日        |
| 第三話       | 響け「義」の歌！情熱の青牡丹 | 中川大地 中薗大雅 片山慎三 村上隆 | 島津裕行 島崎奈々子 mebae               | 江島泰男            | 福地和浩                                                | 2018年 6月17日  |
| 第四話       | 謎の転校先生                 | 中川大地 中薗大雅 片山慎三 村上隆 | 島津裕行 島崎奈々子 高村雄太            | 高村雄太            | 飯田清貴、飯飼一幸、芦谷耕平                            | 9月22日         |
| 第五話       | この世の果ての境界線         | 中川大地 片山慎三 村上隆          | 島津裕行 島崎奈々子 竹下健一 元永慶太郎 | 竹下健一 元永慶太郎 | 松本弘、矢吹豪                                          | 2019年 3月31日  |
| 第六話       | 信じるものは何ですか？       | 中川大地 片山慎三 村上隆          | 島崎奈々子 島津裕行                     | 島崎奈々子          | 高橋敦子                                                | 5月26日         |
| 第七話       | 勿忘郷（わすれなのさと）     | 中川大地 片山慎三 うだたん 村上隆 | 高村雄太 島津裕行 島崎奈々子            | 高村雄太            | 寺尾憲治、飯田清貴、芦谷耕平 福地和浩                   | 9月21日         |